# Dream Dancing (Jimmy Knepper)
Dream Dancing è l'ultimo album di Jimmy Knepper (a nome Jimmy Knepper Quintet), pubblicato dalla Criss Cross Jazz Records nel 1986.

## Tracce
Lato A
1. Dream Dancing – 6:57 (Cole Porter)
2. Goodbye – 6:18 (Gordon Jenkins)
3. All Through the Night – 5:14 (Cole Porter)

Durata totale: 18:29
Lato B
1. In the Interim – 6:37 (Jimmy Knepper)
2. Of Things Past – 6:33 (Jimmy Knepper)
3. This Time the Dreams Is on Me – 7:11 (Harold Arlen, Johnny Mercer)

Durata totale: 20:21
Edizione CD del 1994, pubblicato dalla Criss Cross Records (1024 CD)
1. Dream Dancing – 7:04 (C. Porter)
2. Goodbye – 6:25 (G. Jenkins)
3. All Through the Night – 5:22 (C. Porter)
4. In the Interim – 6:43 (J. Knepper)
5. Of Things Past – 6:34 (J. Knepper)
6. This Time the Dream Is on Me – 7:16 (H. Arlen, J. Mercer)
7. In the Interim – 5:58 (J. Knepper) – Bonus Track - Take 3
8. Dream Dancing – 7:14 (C. Porter) – Bonus Track - Take 1
9. Night Vision – 6:57 (J. Knepper) – Bonus Track

Durata totale: 59:33

## Musicisti
- Jimmy Knepper - trombone
- Ralph Moore - sassofono tenore
- Dick Katz - pianoforte
- George Mraz - contrabbasso
- Mel Lewis - batteria